# Mycale strelnikovi
Mycale strelnikovi är en svampdjursart som beskrevs av Rezvoi 1924. Mycale strelnikovi ingår i släktet Mycale och familjen Mycalidae. Inga underarter finns listade i Catalogue of Life.